# Карпенко, Юрий Павлович
Карпенко Юрий Павлович (1 мая 1961, Волгоград) — член Союза художников России, профессор кафедры дизайна Волгоградского института бизнеса. Один из ведущих художников-живописцев Волгограда, автор исторических картин, портретов, натюрмортов. Лауреат государственной премии Волгоградской области в сфере культуры, искусства, архитектуры и культурно-просветительной деятельности.

## Биография
В 1986 году окончил Пензенское художественное училище им. К. А. Савитского (отделение живописи).
В 1995 году окончил Всероссийскую Академию живописи, ваяния и зодчества (мастерская исторической живописи профессора И. С. Глазунова). Дипломная работа «Междоусобица», оценена государственной комиссией на «отлично».
С 1996 года член Союза художников РФ.
Произведения находятся:
Музей Всероссийской Академии живописи, ваяния и зодчества г. Москва
Центральный пограничный музей ФСБ России г. Москва
Музей изобразительных искусств г. Волгоград
Музей изобразительных искусств г. Урюпинск .
Частные собрания в России, Германии, Австрии, Швейцарии. Франции, Испании, Хорватии, Объединённых Арабских Эмиратах.

## Список публикаций о творчестве
1. Первая выставка Всероссийской Академии живописи, ваяния и зодчества каталог г. Москва 1994 г. стр. 30 иллюстрация произведения « Св. Варлаам Хутынский»
2.Выставка-аукцион «Кунстаукцион» Добиашевский каталог г. Берн Швейцария напечатано произведение
3. Статья в газете «Литературная Россия» за 16 марта 1990 г. № 11 «В ожидании новых Саврасовых», напечатана работа «Последние».
4. Региональная художественная выставка « Большая Волга 98» каталог г. Нижний Новгород 1998 г. в разделе «Живопись» стр.3 упоминается произведение «Рассвет».
5. Юбилейная выставка к 100-летию Пензенского художественного училища им. К. А. Савитского, каталог г. Волгоград 1998 г. иллюстрации стр. 11
6. Статья в газете «Вечерний Волгоград» за 12 февраля 1999 г. «Юрий Карпенко, живописец Глазуновской школы».
7. Всероссийская художественная выставка «Россия 99» каталог г. Москва 1999 г. в разделе «Живопись» стр. 19 упоминается произведение «Рассвет».
8. Статья в газете «Культурная жизнь» за 16 сентября 2005 г. № 125 «Как на поле Куликовом…».
9. Статья в газете «ВДВ» за 22 сентября 2005 г. № 75 «В каком веке состоялась Куликовская битва?»
10. Девятая Региональная художественная выставка, посвященная 55 летию победы в Великой Отечественной войне «Большая Волга», каталог г. Волгоград 2000 г. в разделе «Живопись» стр. 19 упоминается произведение «Самосуд. Из жизни Варлаама Хутынского».
11. Волгоградский художник Альбом г. Волгоград 2007 г. 58 стр. иллюстрации произведений
12. Статья в газете «Областные вести» за 14-20 декабря 2007 г. "Дом художника: спор вокруг «Гибели Империи».
13. Всероссийская художественная выставка «Победа», посвященная 65-летию Победы советских войск в Сталинградской битве, каталог г. Волгоград 2008 г. в разделе «Живопись» стр. 23 упоминаются произведения: «Ветеран ВОВ дядя Петя», «Дядя Володя».
14. Художественный альбом «Юрий Карпенко» 2007 г. издательство «Станица-2» г. Волгоград 64с., 130 иллюстраций, тираж 300 экз.
15. Художественный альбом «История России в картинках современных художников» 2007 г. издательство «Благотворительный Фонд Памяти Марии» г. Москва стр. 139—143 упоминаются произведения: «Гибели Империи», «Рассвет», «По воде Днепра, ученик Христа», «Зимней день. Царицын», «Поле русской славы».
16. Межрегиональная художественная выставка «Мир Кавказа», каталог г. Волгоград 2008 г. стр.8 упоминаются произведения: «Малая Бахилова гора», «У пруда».
17.Журнал Русская история № 1-2 2008 г. издательство «Кучково поле» г. Москва стр. 31 иллюстрация произведения «Гибели Империи».

## Кредо
Взаимоотношения человека с человеком, человека с природой, человека с Богом. С библейских времён, вкусив от древа познания добра и зла, люди несут в себе как добродетели, так и пороки. Уходили одни поколения на смену им приходили другие. Дух времени, подобно вихрю перемалывает судьбы народов, одних возвеличивая, других обращая в прах. Триумфы и трагедии чередуясь, уходят в глубину веков, превращаясь в одно ёмкое слово — история, которое до настоящих дней остаётся предметом дискуссий и исследований. Обыкновенный народ, желая похвалить свою историю, выражает в этой похвале, свой национальный идеал, то к чему он стремится и более всего желает. Так француз говорит о прекрасной Франции и французской славе (La belle France, La gloire du nom Francais); немец поднимается выше и, предавая этический характер своему национальному идеалу, с гордостью говорит: die deutche Treue; англичанин с любовью говорит; старая Англия (old England). Что же говорим мы о России? Во что верим, к чему стремимся, где наши идеалы? Величайший русский философ и мыслитель В. С. Соловьёв считал, что идея нации есть не то, что она думает о себе во времени, но то, что Бог думает, о ней в вечности. История России — это бесценный клад, который мы обязаны знать и хранить, она притягивает к себе своей таинственностью, своей былинной красотой. Заглянув в неё можно увидеть себя, а изучив духовное наследие, задуматься о будущем.
Первые уроки истории я получил от своей бабушки, присказки и сказки в её красноречивом описании, рождали образы, и я от страха прятался под одеяло и первым кого хотелось нарисовать, так это богатыря, наверное, в надежде на защиту. Детство ушло, а тема защитников отечества до сих пор, является одной из важных тем в моём творчестве. Ратники и пустынники, князья и самодержцы, бояре и юродивые, чьи образы остались в летописях, и чью деятельность мне хотелось бы оживить на холсте. В древности художников и ваятелей называли «оживителями», в этом названии и кроется глубинный смысл и предназначение искусства. Взапечатлённые образы, оставленные художниками предыдущих поколений, для нас являются зримой летописью времени, огромной школой мастерства и совершенства, учится и стремится к которому должен всякий художник, дабы не утратить преемственность. Творчество живописца должно иметь национальный окрас, тогда оно будет понятным для своих и интересным для других. Единство в разнообразии, а знаменатель в понимании добра и зла.
Господь Бог — Величайший творец истории и Им положен в основу исторического процесса нравственный закон. Мои работы продукт сотворчества. Русское Государство на всём протяжении своего более чем тысячелетнего существования, никогда не мыслилась вне православной веры. Можно без преувеличения сказать, что история России — это, прежде всего история Святой Руси, где идеалы на пути к совершенству становятся безграничными. Общество и государство должно быть заинтересовано в воспитании духовной, нравственной личности, что бы меньше тратить сил на борьбу с преступностью. Летоисчисление наше идёт от Рождества Христова, а сколько впереди календарных дней зависит от всех нас. Карпенко Ю. П.

## Выставки
- 1986 — «Художники России» г. Трабзон, Турция.
- 1989 — «Молодые художники Волгограда» г. Хиросима, Япония. (Диплом)
- 1994 — 1-я выставка Всероссийской Академии живописи, ваяния и зодчества. г. Москва, Манеж.
- 1994—1996 — ежегодное участие в выставках-аукционах в картинной галерее «Кунстаукцион» Добиашевский г. Берн, Швейцария.
- 1997—1998 — работа над иконостасом Храма Сергия Радонежского г. Волгоград.
- 1998 — региональная художественная выставка « Большая Волга 98» г. Нижний Новгород.
- 1998—1999 — «Художники Волгограда» г. Мильдштат, Австрия.
- 1999 — всероссийская художественная выставка «Россия 99» г. Москва.
- 2000 — девятая Региональная художественная выставка, посвященная 55 летию победы в Великой Отечественной войне «Большая Волга», г. Волгоград
- 2000 — международная выставка «5 пленэров в Урюпинске» г. Москва
- 2003 — «Первые выпускники ВАЖВиЗ» г. Щелково, Московская область.
- 2003 — международная выставка «8 пленэров в Урюпинске» г. Москва
- 2003 — выставка произведений волгоградских художников «Сталинград. Волгоград» г. Москва.
- 2005 — межрегиональная художественная выставка «Между Доном и Волгой» г. Волгоград.
- 2007 — выставка православного искусства в рамках VII международного Царицынского Александро-Невского фестиваля (Диплом во внимание к подвижнической деятельности по воссозданию в России христианского образа жизни) г. Волгоград.
- 2008 — всероссийская художественная выставка «Победа», посвященная 65-летию Победы советских войск в Сталинградской битве (Диплом лауреата)
- 2008 — межрегиональная художественная выставка «Мир Кавказа» г. Волгоград
- 2008—2009 — всероссийская художественная выставка «Границы Отечества глазами современных художников» Грамота за активное участие в военно-патриотической работе и высокий профессионализм г. Москва.
- 2011 — международная выставка-конкурс «Дни славянского искусства в Берлине» Германия Диплом 2 место в номинации «Натюрморты»
- 2011 — международная выставка-конкурс «Дни славянского искусства в Болгарии» г. София
- 2011 — XIII фестиваль дизайна г. Железноводск Диплом лауреата фестиваля